# Ombrophila ambigua
Ombrophila ambigua är en svampart som beskrevs av Höhn. 1918. Ombrophila ambigua ingår i släktet Ombrophila och familjen Helotiaceae.  Arten är reproducerande i Sverige. Inga underarter finns listade i Catalogue of Life.